# No Doubt
No Doubt là nhóm nhạc Rock nổi tiếng của Mỹ được thành lập năm 1986. Album kim cương của nhóm: Tragic Kingdom đã bán được hơn 16 triệu bản trên thế giới. Single Don't speak từ album đã lập một kỉ lục khi đứng hạng nhất 16 tuần liên tiếp trên bảng xếp hạng Billboard Hot 100 Airplay. Nhóm đến nay đã có 5 album và bán được 25 triệu bản ghi âm

## Các album của nhóm
- 1992: No Doubt
- 1995: The Beacon Street Collection
- 1995: Tragic Kingdom — #1 U.S., #3 UK, #1 CAN, #3 AUS
- 2000: Return of Saturn — #2 U.S., #31 UK, #2 CAN, #11 AUS
- 2001: Rock Steady — #9 U.S., #43 UK, #17 CAN, #15 AUS
- 2008: Push and Shove